# 樋口智透
樋口智透（1984年11月13日—），日本男性配音員。出身於埼玉縣。身高174cm。AB型血。

## 人物簡介
以前所屬的經紀公司是賢Production（2015年9月以前），曾有一段時間為自由身，現隸屬於Limia-works。

## 演出作品
※粗體字表示說明飾演的主要角色。

### 電視動畫
2006年
- 小天小天子（日语：こてんこてんこ）（河童、烏龜）

2008年
- 神薙（男學生、混混）

2009年
- 地下城與勇士 ～Slap-up party ～（鬼騎士B）
- 銀魂（男）
- 肯普法（男學生A）
- 奇蹟少女KOBATO.（植田弘康）
- 咲-Saki-（教師）
- 大正野球娘。（朽方、齋藤）
- 科學超電磁砲（不良）
- Battle Spirits 少年激霸彈（庫格茲、艾因）
- Battle Spirits 少年突破馬神（足球社社員）
- BLEACH（クチでか）
- WHITE ALBUM（報道陣B）

2010年
- 鋼鐵人 (2010年日本電視動畫（日语：アイアンマン (2010年のアニメ)）)（記者）
- 最後大魔王（2V·不良、內閣官房）
- 一騎當千 XTREME XECUTOR（高史）
- SD鋼彈三國傳 Brave Battle Warriors（張遼格爾格格、士兵、烏丸兵）
- 野狼大神與七位夥伴（不良B、不良A）
- 王牌投手 振臂高揮 ～夏季大會篇～（倉田岳史）
- 少女妖怪 石榴（軍人B）
- 黑執事II（艾蓮的丈夫）
- STAR DRIVER 閃亮的塔科特（男學生）
- 女僕咖啡廳（中學生B、芹則老師）
- 青春CUP（男學生）
- 信蜂 REVERSE（村人C）
- 傳說的勇者的傳說（士兵）
- 薄櫻鬼（浪人、隊士）
- Battle Spirits 少年激霸彈（庫格茲、隊員B、貝魯加親衛隊）
- Battle Spirits Brave（工作人員、衛士）
- 向陽素描×☆☆☆（大哥哥A、男性店員）
- FAIRY TAIL（扎特）
- 更多出包王女（賞金獵人BB〈潘特〉、改）

2011年
- THE IDOLM@STER（助理製作人）
- UN-GO（小山田新）
- 金鋼狼 (2011年日本電視動畫（日语：ウルヴァリン (アニメ)）)（組員、マドリプールの住人、黒萩の部下）
- SD鋼彈三國傳 Brave Battle Warriors（曹操兵、村人）
- 神的記事本（革男子）
- 機動戰士鋼彈AGE（管制官）
- 銀魂'（「光之皇子」艾薩克·修奈達）
- 星際大戰：複製人之戰 (2008年日本電視動畫)（桑）
- 迷糊軟網社（門下生C）
- 紙箱戰機（黑木）
- 花牌情緣（龍崎）
- Dragon Crisis！
- 妖怪少爺 千年魔京（京妖怪、陰陽師）
- Battle Spirits Brave（魔族）
- 刀鋒戰士 (2011年日本電視動畫)（惡黨）
- 惡魔奶爸（真田弟〈龍二〉、MK5〈嶋村〉、不良E、不良C、帝毛B、三鏡考太郎）
- 便·當（顎髭、狼）

2012年
- 創聖機械天使EVOL（警備兵）
- 機動戰士鋼彈AGE（達雷斯特·甘、奧利弗諾茨副司令、士官、連邦軍士兵、奇歐·明日野〈壯年時期〉）
- 罪惡王冠（數藤隆臣）
- 黑子的籃球（森山由孝）
- 灼眼的夏娜III（Final）（「鬼道之魁主」沃旦）
- Smile 光之美少女！（學生會長、井上清次、輪投屋、青鬼）
- 零之使魔F（騎士、騎士B）
- 偵探歌劇 少女福爾摩斯 第2幕（囚人B）
- 鄰座的怪同學（三澤滿善[4]）
- 神奇寶貝超級願望 Season 2（大岩蛇）
- 魯邦三世 -名為峰不二子的女人-（客人[5]）

2013年
- 進擊的巨人（納克）
- 美食獵人（監視員教練）
- 高鐵英雄（塔夫）

2014年
- 鋼彈創戰者TRY（不良）
- DRAMAtical Murder 戲劇性謀殺（Trip[6]）
- 三坪房間的侵略者!?（惡靈）

2015年
- 暗殺教室（龍樹）
- 進擊！巨人中學校（納克）

2016年
- 暗殺教室 第2期（龍樹）

2017年
- 大正小小（日语：大正メビウスライン）（車掌、八號）

### OVA
2008年
- kiss×sis（店員）
- 機動戰士鋼彈MS IGLOO 2 重力戰線（吉翁軍士官）

2009年
- 機動戰士鋼彈戰記 Avant-Title（吉翁士兵）
- 灼眼的夏娜S（男性A）

2010年
- 飛輪少年 黑之羽與沉睡森林 -Break on the sky-（死神）
- 女王之刃 美麗的鬥士們（大臣C）
- 惡魔奶爸 ～撿到大魔王的嬰兒!?～（真田弟〈龍二〉）[注 1]

2011年
- 改造新人類（吐鬼女喜的成員、男子B）
- 女王之刃 新的師徒、新的戰鬥（克羅伊茨兵C）
- .hack//Quantum

2012年
- HELLSING IX（憲兵少尉）

2013年
- 機動戰士鋼彈AGE MEMORY OF EDEN（聯邦軍士兵）
- 鄰座的怪同學（咪醬[7]）[注 2]

### 電影動畫
2010年
- 歡迎來到宇宙秀
- 涼宮春日的消失（荒川劍之介[8]）

2011年
- 永恆的永遠（青年B）
- 麻吉妖怪島（太助）
- 劇場版 超時空要塞F：戀離飛翼（日语：劇場版 マクロスF）

2012年
- 劇場版 BLOOD-C The Last Dark（情侶男子、監視員）
- 神奇樹屋（海賊）

### 遊戲
2007年
- Wii Fit（男性訓練師）

2008年
- 時間空洞 追回被奪走的過去（時尾保）
- 乃木坂春香的秘密 開始了，角色扮演♥
- Luminous Arc 2 Will（日语：ルミナスアーク2 ウィル）（麥提爾斯）

2009年
- ARCRISE FANTASIA（日语：アークライズファンタジア）
- SD鋼彈 G世代 WARS（一般兵、艦長）
- 機動戰士鋼彈戰記
- 蒼天的彼方（日语：蒼天の彼方）（燕堯）
- 大正野球娘。 ～少女們的青春日記～（朽方、齋藤）

2010年
- 閃電十一人3 世界的挑戰!!（不良B）
- 鋼彈突擊求生戰（日语：ガンダムアサルトサヴァイブ）（Custom駕駛的配音）
- 烈焰同盟（日语：ブレイズ・ユニオン）（奧爾汀、旁白）

2011年
- 閃電十一人GO 閃耀／黑暗（伊西德部下B）
- 機動戰士鋼彈 新基連的野望（日语：機動戦士ガンダム 新ギレンの野望）（朗德·貝爾士官）
- 紙箱戰機 BOOST（吉田、西卡隊員）
- 女神異聞錄 惡魔倖存者（東間）
- 最終幻想 零式（費斯大佐）

2012年
- 機動戰士鋼彈AGE 宇宙加速／宇宙驅動（奇歐·明日野、達雷斯特·古恩、愛烏巴兵、接線員、不良B）
- 機動戰士鋼彈 木馬的軌跡（聯邦士官）
- 機動戰士鋼彈 Online（士兵C）
- 黑子的籃球 奇蹟的比賽（森山由孝[9]）
- 渾沌世代6（日语：ジェネレーション オブ カオス6）（摩根[10]、達爾札德）
- 時光旅行者
- 紙箱戰機 爆BOOST（吉田、西卡隊員）
- Dragon Age II（傑布朗）

2013年
- DISORDER6（日语：DISORDER6）（達特[11]）

2014年
- 機動戰士鋼彈 SIDE STORIES（薛吉·勞）
- 黑子的籃球 奇蹟的勝利（森山由孝[12]）
- 任天堂明星大亂鬥3DS/Wii U（Wii Fit訓練師〈男性〉）
- DRAMAtical Murder re:code（Trip[13]）

2015年
- 黑子的籃球 未來的羈絆（森山由孝[14]）
- 白貓Project（[15]）

2018年
- 參千世界遊戯 ～Re Multi Universe Myself～（吉良誠士郎[16]）
- 任天堂明星大亂鬥 特別版（Wii Fit教練〈男性〉）

### 外語配音
※作品依英文名稱及英文原名排序。

#### 電影
- 美國派：索愛天書（American Pie Presents：The Book of Love）（Foot）
- 莎士比亞的秘密（英语：Anonymous (film)）（Anonymous）（Henry Wriothesley, 3rd Earl of Southampton〈Xavier Samuel 飾演〉）
- 索命麻醉（英语：Awake (film)）（Awake）（醫院人員〈Charlie Hewson 飾演〉）
- 世界異戰（Battle：Los Angeles）（Peter Kerns上等兵〈Jim Parrack 飾演〉）
- 百萬殺人實驗（英语：The Box (2009 film)）（The Box）
- 繡春刀（英语：沈黙の挽歌）（Brotherhood：Part 2）（Akio〈聰太郎（日语：聡太郎） 飾演〉）
- 美國隊長：復仇者先鋒（Captain America：The First Avenger）（Gilmore Hodge〈Lex Shrapnel 飾演〉）
- Cars 2：世界大賽（Cars 2）
- 火線禁區（The Condemned）（Eddie C.〈Christopher James Baker 飾演〉）
- 劈腿困境（The Dilemma）（Zip〈Channing Tatum 飾演〉）
- 龍紋身的女孩（The Girl with the Dragon Tattoo）（Trinity〈Leo Bill 飾演〉）
- 雨果（Hugo）（機關士1）
- 麻辣女強人（Morning Glory）
- 獵魔教士（Priest）
- 紅男爵（The Red Baron）（Werner Voss〈Til Schweiger 飾演〉）
- 五路追殺令2（英语：Smokin' Aces 2: Assassins' Ball）（Smokin' Aces 2：Assassins' Ball）（Troy〈Jacob Blair 飾演〉）
- 人工進化（Splice）（Gavin Nicoli）
- 史前新纪元（Terra Nova）（士兵4）
- 殭屍傳奇（英语：Zombi: La creazione）（Zombi：La creazione）

#### 電視影集
- 尋骨線索 (第6季)（Bones）（Toyboy Bone）－第6集。
- 鐵證懸案 (第7季／The Final)（Cold Case）
- 犯罪心理 (第4季)（Criminal Minds）－第20集。
- CSI犯罪現場 (第10季)（CSI）
- CSI犯罪現場：紐約 (第6季)（CSI：New York）
- 神探班克斯（DCI Banks）
- 天才之城 (第3季)（Eureka）
- 活寶家族 (2000年電視影集)（英语：Even Stevens）
- 歡樂合唱團（Glee）（Mike Chang〈Harry Shum, Jr 飾演〉、Josh）
- 哈莉與法律（Harry's Law）
- 強·艾德格（J. Edgar）
- 心計（The Mentalist）（Craig O'Laughlin〈Eric Winter 飾演〉）
- 尼基塔（Nikita）
- 護士當家 (第2季)（Nurse Jackie）
- 太平洋戰爭（The Pacific）（Robert Oswald二等兵）
- 料理絕配Pasta（／Pasta）（菲利浦〈魯敏宇 飾演〉）
- 聖殿風雲（The Pillars of the Earth）
- 美少女的謊言（Pretty Little Liars）（Ian Thomas〈Ryan Merriman 飾演〉
- 浴血戰士：血與沙（Spartacus：Blood and Sand）（Doctore）
- 浴血戰士：復仇之路（Spartacus：Vengeance）
- 圈套（Trick）（Sta）
- 醜女貝蒂 (第4季)（Ugly Betty）
- UFC登龍門 終極格鬥戰士 (第9季)（英语：The Ultimate Fighter）（Nicholas Dominic Osipczak） 
  - UFC登龍門 終極格鬥戰士 (第10季)（Chris Camozzi）

#### 動畫
- 鋼鐵人：裝甲冒險（Iron Man：Armored Adventures）（Harold "Harry" Hogan〈Alistair Abell 配音〉）
- 神奇樹屋（Magic Tree House）（海賊）
- 料理鼠王（Ratatouille）

### 廣播劇CD
- 天魔黑兔2 ～<<月亮>>升起的午休時間～（班上同學）
- EREMENTAR GERAD The original（港町民眾）
- Serengeti 第1卷（弓削琥太郎[17]）
- DISORDER6（達特）
- （勝世）
- 宵星傳奇 虛空的假面 後編（瑞爾根）
- 凡爾賽玫瑰FIN Sound Theater Drama（Louis Antoine Leon de Saint-Just）
- 耶夢加得（艾爾）[注 3]

### BLCD
- I.D.（東鄉）
- 兔子狩獵（惡黨A）
- 永遠的七月（大學生）
- （導師）
- 銀丸（木內）
- 野獸們的…妄執。（客人）
- 公僕之戀（澤渡和也）
- VII ～月抱海2～（男性顧客）
- SASRA 4（豐原）
- 砂樓的花嫁（安特里）
- 子 1912（安東雷的父親、男性貴族A、同士男子A）
- （男）
- NOW HERE（店員）
- 隻翼（張）
- 不確（店員、駕駛員）
- FLESH&BLOOD 7（喬、山姆·福洛姆）
- 便利屋 1、2（熊谷）
- 妄想（櫻田和明）
- 天BLACK ～真誠園能彼氏 篇～（北折譽[18]）
- 誘惑料理5（店員）
- 侘稽古（宅配員）
- 別2人愛劇場。（飯田）

### 旁白
- The Lost Tomb of Jesus（英语：The Lost Tomb of Jesus）
- 攜帶革命
- 傑米·奧利佛的尋找料理之旅
- Tiger Attack
- 好萊塢槍擊戰
- 法國航空8969號班機劫機事件
- 瑪莎·史都華
- 雷根遇刺案

### 廣播
- フィフラジ（日语：フィフスアベニュー#フィフラジ）（主持人）
- 杉田智和的アニゲラ！ディドゥーーン（日语：杉田智和のアニゲラ!ディドゥーーン） 第44回嘉賓（ 文化放送，超！A&G+）

廣播劇
- VOMIC 帝一之國（堂山圭吾）

### 舞台
- Lit Klatch 朗讀劇場「華麗男公關偵探社（日语：ホス探へようこそ）」（2008年11月29日、四谷Live inn Magic）－不知火
- Lit Klatch 朗讀劇場「華麗男公關偵探社 episode2」（2009年10月3日，南大塚劇院）－不知火

## 腳註

### 來源
1. ↑  廣播節目「FIFTH RADIO」第4回（2010年7月23日播出）舉辦的暱稱公開募集活動。
2. ↑  《Talent Date Bank 2010》，第749項，株式會社Talent Date Bank，2010年 ISBN 978-4990457112
3. 1 2 3 4 5 6 7  . Limia-works公式官網.   [2017-10-06]. （原始内容存档于2018-04-20） （日语）.
4. ↑  . 動畫「鄰座的怪同學」官方網站.   [2017-03-11]. （原始内容存档于2019-06-14） （日语）.
5. ↑  . 動畫「魯邦三世 -名為峰不二子的女人-」官方網站.   [2016-09-25]. （原始内容存档于2016-06-17） （日语）.
6. ↑  . 電視動畫「DRAMAtical Murder 戲劇性謀殺」官方網站.   [2017-03-11]. （原始内容存档于2018-12-28） （日语）.
7. ↑  . 《鄰座的怪同學》單行本第12冊特裝版官方網站. 講談社.   [2017-03-11]. （原始内容存档于2013-07-23） （日语）.
8. ↑  . 媒體藝術資料庫.   [2017-03-11]. （原始内容存档于2017-09-30） （日语）.
9. ↑  . 黑子的籃球 奇蹟的比賽].   [2017-03-11]. （原始内容存档于2020-01-17） （日语）.
10. ↑  . Fami通.com.   [2017-03-11]. （原始内容存档于2019-04-07） （日语）.
11. ↑  . 4Gamer.net.   [2017-03-11]. （原始内容存档于2019-05-16） （日语）.
12. ↑  . 黑子的籃球 奇蹟的勝利.   [2017-03-11]. （原始内容存档于2013-12-24） （日语）.
13. ↑  .   [2017-03-11]. （原始内容存档于2021-01-22） （日语）.
14. ↑  . 黑子的籃球 未來的羈絆.   [2017-03-11]. （原始内容存档于2020-01-30） （日语）.
15. ↑  . 白貓Project官方攻略資料庫－Fami通.   [2017-03-11]. （原始内容存档于2021-01-21） （日语）.
16. ↑  . PS Vita版 參千世界遊戯 ～Re Multi Universe Myself～.   [2018-06-04]. （原始内容存档于2018-06-04） （日语）.
17. ↑  . .   [2017-03-11]. （原始内容存档于2013-01-22） （日语）.
18. ↑  . HOBiRECORDS.   [2017-03-11]. （原始内容存档于2020-11-06） （日语）.

## 外部連結
- 樋口智透的X（前Twitter） （日語）